# Araeoncus mitriformis
Araeoncus mitriformis es una especie de araña araneomorfa del género Araeoncus, familia Linyphiidae. La especie fue descrita científicamente por Tanasevitch en 2008.
La longitud del prosoma del macho es de 1,0 milímetro y el de la hembra 0,88 milímetros. La longitud del cuerpo del macho es de 2 milímetros y de la hembra 2,15 milímetros. La especie se distribuye por Turquía e Irán.